# His Better Self (film, 1912)
His Better Self est un film muet américain réalisé par Francis Ford et Fred J. Balshofer, sorti en 1912.

## Fiche technique
- Réalisation : Francis Ford, Fred J. Balshofer
- Date de sortie :  États-Unis : 25 septembre 1912

## Distribution
- Ann Little
- Harold Lockwood
- Robert Stanton